# Енно Лоллінг
Енно Лоллінг (нім. Enno Lolling; 19 липня 1888, Кельн — 27 травня 1945, Фленсбург) — німецький лікар, штандартенфюрер СС.

## Біографія
Енно Лолінг народився в Кельні. В 1905 році закінчив гімназію. Вивчав медицину, здавав державний іспит в серпні 1914 року в Берліні, закінчив медичну школу при Гумбольдтському університеті і Вільний університет Берліна. Продовжуючи навчання в Кілі, він пізніше отримав докторський ступінь.

### Військова служба
Лоллінг служив у німецькій армії — спочатку волонтером з 1907 по 1908 рік, потім в Імператорському флоті з 1 квітня 1908 року по 17 січня 1919 року. Він почав служити військово-морським лікарем в 1913 році.
Під час Першої світової війни він був помічником лікаря на борту лінкора "Віттельбах" до листопада 1915 року, потім став лікарем на борту лінкора "Пфайль" до січня 1917 року і помічником лікаря на борту лінкора "Ганновер" до серпня 1917 року. Після цього, до квітня 1918 року, він служив як помічник лікаря у військово-морської лікарні в Мюрвіку, Фленсбург. Згодом він став помічником лікаря 1-ї військово-повітряної дивізії, яка служила до червня 1918 року, потім до кінця війни служив в якості помічника лікаря в 2-му береговому батальйоні у Фландрії. В кінці січня 1919 року покинув флот і почав працювати лікарем в Нойштреліці.

### Нацистська епоха
Лоллінг приєднався до НСДАП в 1931 році (партійний квиток №4 691 483). Він вже приєднався до СА в 1923 році, а 28 серпня 1933 він приєднався до СС (службове посвідчення №179 765). 13 вересня 1936 року Лоллінг отримав звання гауптштурмфюрера СС.
З 2 по 29 травня 1936 року проходив навчання в рядах ВМФ. Пізніше стверджував, що з 1932 року порвав зв'язки з флотом.
У вересні 1936 року був призначений медиком частин посилення СС у військовій академії СС в Бад-Тельці. На початку листопада 1936 роки він став лікарем у військовому госпіталі СС в Дахау.
На початку 1939 року Лоллінг в третьому дивізіоні частин  СС «Мертва голова». З 6 травня 1940 року по 11 лютого 1941 року працював табірним лікарем у концентраційному таборі Дахау. 12 лютого 1941 року він був призначений  головним табірним лікарем в КТ Заксенгаузен.
На початку червня 1941 року Лоллінг став головним лікарем Інспекції концентраційних таборів. 3 березня 1942 він був призначений відповідальним за надання медичних послуг і гігієну таборів зі штаб-квартирою в Оранієнбурзі, на околиці концентраційного табору Заксенхаузен. За допомогою цієї акції він був поставлений на чолі всіх медичних підрозділів і лікарів у всіх концентраційних таборах СС.
З травня по липень 1942 він був змушений піти у відпустку через серйозну хворобу, його заміняв Юліус Матіг. 9 листопада 1943 року Лоллінг був підвищений до штандартенфюрера СС, але продовжив виконувати ті ж самі обов'язки.
Лоллінг відповідав за призначення лікарів в різні концентраційні табори СС. Він стояв вище будь-якого головного табірного лікаря, який, в свою чергу, стояв вище інших лікарів свого табору.
27 травня 1945 року Лоллінг наклав на себе руки в резервній військовій лікарні у Фленсбурзі.

## Злочини
Наприкінці 1943 року Лоллінг замовив колекцію людських шкур з татуюваннями, які були підготовлені по-різному і відправлені в Берлін. Сотні здорових ув'язнених вбивали за допомогою ін'єкції в серце, щоб не пошкодити татуювання. Лоллінг також наказав лікарям СС експериментувати зі стисненням людських голів, принаймні 3 голови були стиснуті.
Під час процесу над службовцями КТ Равенсбрюк, який проходив у Гамбурзі з 5 грудня 1946 до 21 липня 1948 року,  Лоллінг неодноразово згадувався як високопоставлений медик, винний у злочинах.

## Нагороди
- Залізний хрест 2-го класу
- Почесний хрест ветерана війни з мечами
- Застібка до Залізного хреста 2-го класу
- Хрест Воєнних заслуг 2-го класу з мечами
- Хрест Воєнних заслуг 1-го класу з мечами
- Спортивний знак СА